# كاتب مدينة ماينتس

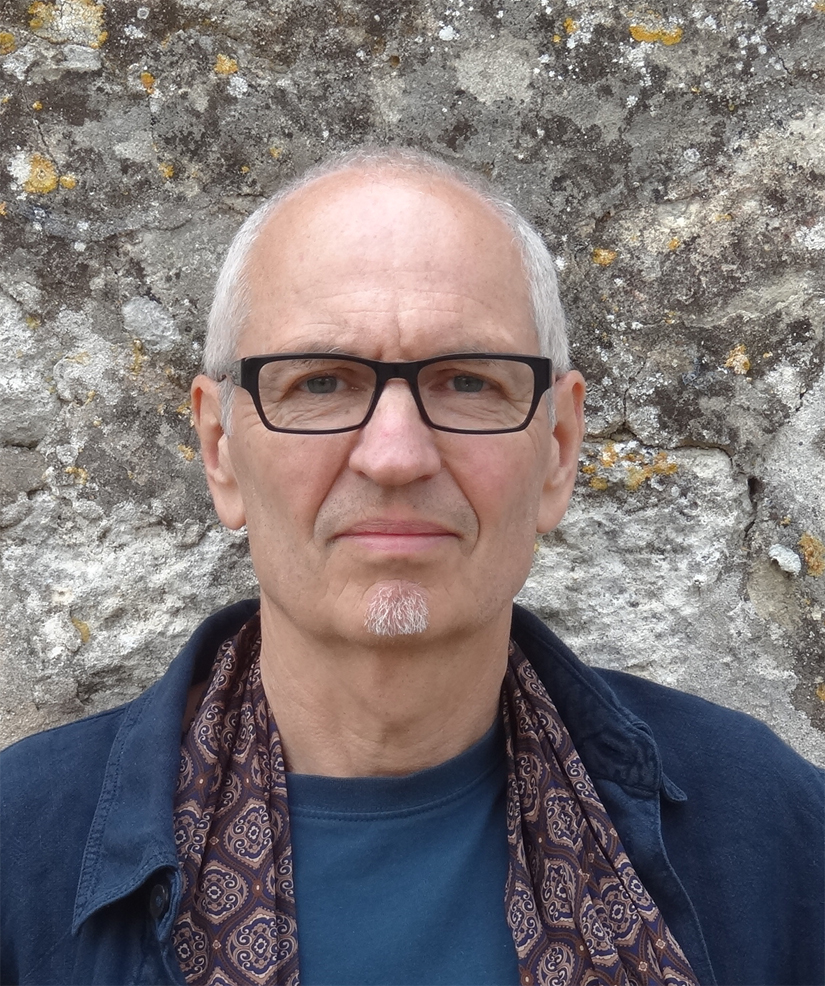

كاتب مدينة ماينتس Mainzer Stadtschreiber هو اسم جائزة أدبية تمنحها ثلاث جهات هي مدينة ماينتس و ZDF و 3sat. وقد أسست في عام 1984 وتمنح سنويا. ويحصل الحائز على الجائزة على ثلاثة أشياء، هي لقب «كاتب مدينة ماينتس» وجائزة مالية قدرها 12000 يورو وحق الإقامة لحامل الجائزة في مسكن يسمى «مسكن كاتب المدينة» في متحف جوتنبرج في ماينتس، لمدة عام كامل.
والهدف من الجائزة هو «تكريم الكتاب الذين أثرت أعمالهم على الأدب الألماني، وكذلك للسعي نحو المزاوجة بين الأدب والتلفزيون».
وتقترن بهذه الجائزة جائزة أخرى تمنحها مدينة ماينتس أيضا، هي جائزة مدينة ماينتس التشجيعية الأدبية، وهي مخصصة للأدباء الشباب، الذين لم تحظ أعمالهم بعد بمساحة نشر كافية.

## الحائزون على الجائزة حتى الآن
- 1985: جابرييله فومان
- 1986: هانس كارل أرتمان
- 1987: لودفيج هاريش
- 1988: سارة كيرش
- 1989: هورست بينك
- 1990: جونتر كونرت
- 1991: هيلجا شوتس
- 1992: كاتيا بيرينس
- 1993: ديتر كون
- 1994: ليبوزه مونيكوفا
- 1995: بيتر هيرتلينج
- 1996: بيتر بيكسل
- 1997: فريدريش كريستيان ديليوس
- 1998: إريش لوست
- 1999: تيلمان شبينجلر
- 2000 \2001: هانس يوزف أورتايل
- 2002: كاتيا لانجه مولر
- 2003: أورس فيدمر
- 2004: راؤول شروت
- 2005: شتين نادولني
- 2006: باتريك روت
- 2007: إيليا ترويانوف

## مواقع خارجية
- Mainz Online zur Begründung 2005
- Literaturbüro Rheinland-Pfalz, Mainzer Stadtschreiber